# Rue des Marmousets
Ne doit pas être confondu avec Rue des Marmousets-en-la-Cité.
La rue des Marmousets est une voie située dans le quartier Croulebarbe du 13e arrondissement de Paris. 

## Situation et accès
Reliant le boulevard Arago à la rue des Gobelins, cette très courte voie piétonne (17 m), n'est pas ouverte à la circulation automobile.
La rue des Marmousets est desservie par la ligne 7 à la station Les Gobelins et par les Lignes de bus RATP 59 et 83 à l'arrêt de bus Les Gobelins situé sur le boulevard Arago.

## Origine du nom
C'est en raison d'une enseigne que la rue porte le nom de « Marmouzets » ou « Marmousets ».

## Historique
Il existait au Moyen Âge une rue des Marmousets-en-la-Cité située sur l'île de la Cité, renommée depuis rue Chanoinesse, distincte de la « rue des Marmousets-Saint-Marcel ». 
Cette dernière, située à la limite de l'ancien faubourg Saint-Marcel, en limite de l'îlot de la Reine Blanche s'est tout d'abord appelée « rue des Marionnettes », ou « des Mariettes », avant de prendre son nom actuel au XIXe siècle en raison d'une enseigne de commerce. 
Longue de 60 mètres, elle reliait la rue des Gobelins à la rue Saint-Hippolyte en passant devant l'ancienne église Saint-Hippolyte. 
Elle est citée sous le nom de « rue des Marmouzestz » dans un manuscrit de 1636.
Lors du percement du boulevard Arago, par décret du 30 juillet 1859 dans le cadre des travaux d'Haussmann, la quasi-totalité de la rue est supprimée.
À la suite du Plan local d’urbanisme de Paris, la rue est piétonnisée en 1994.